# ランドスケープ学科
ランドスケープ学科（-がっか、英: Department of Landscape Architecture）は、ランドスケープアーキテクチュアの教育を行う大学の学科。
日本のランドスケープアーキテクチュアの教育にあたっている大学については、ランドスケープ系研究室、環境デザイン学、造園科、緑地環境学科、ガーデンデザインの各学校リスト項目を参照。ヨーロッパでの該当学科を教育する大学等については、エコール・デ・ペイサージュも、また台湾の大学については景観学科を、大韓民国(韓国)の大学については、造景学科を参照。

## 設置大学
- 主な設置大学一覧